# Brachiaria rugulosa
Brachiaria rugulosa är en gräsart som beskrevs av Otto Stapf. Brachiaria rugulosa ingår i släktet Brachiaria och familjen gräs.
Artens utbredningsområde är Kenya. Inga underarter finns listade i Catalogue of Life.